# Hossmo socken
Hossmo socken i Småland ingick i Södra Möre härad, ingår sedan 1971 i Kalmar kommun och motsvarar från 2016 Hossmo distrikt i Kalmar län.
Socknens areal är 17,6 kvadratkilometer, varav land 17,5. År 2000 fanns här 1 593 invånare. En del av tätorten Rinkabyholm, tätorten Dunö samt  kyrkbyn Hossmo med sockenkyrkan Hossmo kyrka ligger i socknen. 

## Administrativ historik
Hossmo socken har medeltida ursprung. Stenkyrkan dateras till 1100-talets slut, men 'Husama soken' nämns i skriftliga källor först 1391.
Vid kommunreformen 1862 övergick socknens ansvar för de kyrkliga frågorna till Hossmo församling och för de borgerliga frågorna till Hossmo landskommun. Landskommunen inkorporerades 1952 i Dörby landskommun och uppgick sedan 1965 i Kalmar stad, från 1971 Kalmar kommun.
1 januari 2016 inrättades distriktet Hossmo, med samma omfattning som församlingen hade 1999/2000.  
Socknen har tillhört samma fögderier och domsagor som Södra Möre härad.
Socken indelades fram till 1901 i 15 båtsmanshåll, vars båtsmän tillhörde Södra Möres 1:a båtsmanskompani.

## Geografi
Hossmo socken ligger västsydväst om Kalmar vid Ljungbyåns mynning. Den består av slättbygd.

## Fornminnen
Cirka 15 boplatser från stenåldern är kända. Dessutom några rösen från bronsåldern samt ett mindre järnåldersgravfält.

## Namnet
Namnet (1386 Husama), taget från kyrkbyn, består av förledet hus och efterledet mo (sandhed).

### Fotnoter
1. 1 2 3  Svensk Uppslagsbok andra upplagan 1947–1955: Hossmo socken
2. 1 2  Harlén, Hans; Harlén Eivy (2003). Sverige från A till Ö: geografisk-historisk uppslagsbok. Stockholm: Kommentus. Libris 9337075. ISBN 91-7345-139-8
3. ↑  DMS 4:1, Möre
4. ↑  Administrativ historik för Hossmo socken (Klicka på församlingsposten). Källa: Nationella arkivdatabasen, Riksarkivet.
5. ↑  "Ostkanten" om Blekinge och Södra Möres båtsmän
6. 1 2  Sjögren, Otto (1931). Sverige geografisk beskrivning del 2 Östergötlands, Jönköpings, Kronobergs, Kalmar och Gotlands län. Stockholm: Wahlström & Widstrand. Libris 9939
7. 1 2  Nationalencyklopedin
8. ↑  Fornlämningar, Statens historiska museum: Hossmo socken
9. ↑  Fornminnesregistret, Riksantikvarieämbetet: Hossmo socken Fornminnen i socknen erhålls på kartan genom att skriva in sockennamn (utan "socken") i "Ange geografiskt område"
10. ↑   mo i Nationalencyklopedins nätupplaga. Läst 11 november 2014.